# Great Danes d'Albany
Les Great Danes d'Albany sont les équipes sportives de la Division I de la National Collegiate Athletic Association (NCAA) de l'université d’Albany (UA), située à Albany, dans l’État de New York, aux États-Unis. Membre de l'America East Conference, de l’Université d’Albany, SUNY parraine des équipes dans sept sports régis par la NCAA pour hommes et neuf pour femmes. L'équipe de football américain est membre associé de la Colonial Athletic Association et l'équipe de golf féminine est membre associé de la Metro Atlantic Athletic Conference. 

## Sports pratiqués
Les Great Danes sont représentés par 7 équipes masculines et 9 équipes féminines : 
| Équipes masculines | Équipes féminines |
| ------------------ | ----------------- |
| Baseball           | Basket-ball       |
| Basket-ball        | Cross-country     |
| Cross-country      | Hockey sur gazon  |
| Football américain | Golf              |
| Lacrosse           | Lacrosse          |
| Football           | Football          |
| Athlétisme*        | Softball          |
|                    | Athlétisme*       |
|                    | Volley-ball       |

### Football
L'équipe participe à la NCAA Division I Football Championship Subdivision (FCS) en tant que membre de la Colonial Athletic Association (CAA). La saison 2013 est la première participation des Great Danes à la CAA, après 14 années passés à la Northeast Conference,. 
Albany commence le football américain comme sport de club dans les années 1920, mais abandonne ce programme en 1924. L’ère moderne du football à Albany débute en 1970, lorsque l’école restaure le football américain en tant que sport de club. De la renaissance du football de 1970 à 2012, ils disputent leurs matchs à domicile au University Field (en), qui compte 10 000 places et se trouve à Albany, dans l’État de New York. Un nouveau stade de 8 500 places, le Bob Ford Field (en), ouvre ses portes pour la saison 2013. Le stade porte le nom de Bob Ford, entraîneur-chef des Great Danes de 1970 à 2013. 
À la fin des années 1900, l’un des entraîneurs les plus connus de l’université est Ford. Architecte du programme de football américain d'Albany, Ford est le seul entraîneur-chef depuis le rétablissement du programme en 1970, après une absence de 46 ans, jusqu'à sa retraite à la fin de la saison 2013. Ford rejoint le programme en 1970 quand il s'agit d'un club. Après trois saisons au niveau du club, le programme est passé au statut d’équipe universitaire en 1973 et termine la saison avec un bilan de 7-2. En 1974, l’équipe termine avec un bilan de 9–0, la seule saison invaincue de l’école. Ford a un record de 256-170 avec les Great Danes. Il enregistre sa 250e victoire en carrière avec une victoire 38-10 contre les Dukes de Duquesne, le 8 octobre 2011. 
Le 9 décembre 2013, Greg Gattuso (en), ancien entraîneur-chef des Dukes de Duquesne et entraîneur-chef adjoint des Panthers de Pittsburgh et des Terrapins du Maryland, est nommé nouveau head-coach des Great Danes. 

#### UAlbany et la NFL
Le programme de football d'UAlbany s'est développé sous la direction de Ford, ce qui a permis d'établir des liens entre le programme et la National Football League. Rudy Vido, un fullback et defensive end de la génération 1974, est le premier joueur de l'histoire de l'école à signer un contrat avec une équipe de la NFL. Il est libéré lors de la pré-saison par les Patriots de la Nouvelle-Angleterre. Il n'a donc jamais joué en NFL. Il est également signé par plusieurs équipes de la Ligue canadienne de football, mais n'a jamais joué en LCF non plus. 
En 2005, Kurt Campbell (en) devient le premier joueur de l'histoire du programme à être sélectionné dans la NFL. Il est choisi au septième tour par les Packers de Green Bay. 
Lors de la draft 2007 de la NFL, Rashad Barksdale (en) est le deuxième joueur de l’histoire de l’école à être sélectionné. Il est choisi au sixième tour par les Eagles de Philadelphie. Il est toutefois éliminé à la fin du camp d'entraînement, mais est signé par les Chiefs de Kansas City et devient le premier joueur de l'histoire de l'école à figurer sur une liste de joueurs de la NFL composée de 53 joueurs.